# Rob Bron
Rob Bron (Ámsterdam, Países Bajos, 16 de mayo de 1945 - Países Bajos, 5 de octubre de 2009) fue un piloto de motociclismo neerlandés. Tuvo su mejor año en 1971 cuando terminó en tercer lugar en el campeonato mundial de 500cc detrás de Giacomo Agostini y Keith Turner. Bron murió el 5 de octubre de 2009.

## Resultados en el Campeonato del Mundo de Motociclismo
Sistema de puntuación desde 1969 en adelante:
| Posición | 1  | 2  | 3  | 4 | 5 | 6 | 7 | 8 | 9 | 10 |
| Puntos   | 15 | 12 | 10 | 8 | 6 | 5 | 4 | 3 | 2 | 1  |

(Carreras en negrita indica pole position, carreras en cursiva indica vuelta rápida)
| Año  | Cat.  | Moto     | 1       | 2     | 3       | 4     | 5     | 6       | 7       | 8       | 9     | 10    | 11    | 12    | 13    | Pts. | Pos. |
| ---- | ----- | -------- | ------- | ----- | ------- | ----- | ----- | ------- | ------- | ------- | ----- | ----- | ----- | ----- | ----- | ---- | ---- |
| 1970 | 50cc  | Kreidler | GER -   | FRA - | YUG -   |       | NED 8 | BEL -   | DDR -   | CZE -   |       | ULS - | NAT - | ESP - |       | 3    | 29.º |
| 1970 | 500cc | Suzuki   | GER -   | FRA - | YUG -   | IOM - | NED 6 | BEL -   | DDR -   |         | FIN - | ULS - | NAT - | ESP - |       | 5    | 32.º |
| 1971 | 500cc | Suzuki   | AUT -   | GER 2 | IOM -   | NED 2 | BEL 4 | DDR 8   |         | SWE Ret | FIN 3 | ULS 2 | NAT - | ESP - |       | 57   | 3.º  |
| 1972 | 500cc | Suzuki   | GER Ret | FRA 3 | AUT 4   | NAT - | IOM - | YUG Ret | NED -   | BEL -   | DDR - | CZE - | SWE - | FIN - | ESP - | 18   | 13.º |
| 1973 | 250cc | Yamaha   | FRA -   | AUT - | GER -   | IOM - | YUG - | NED 8   | BEL 14  | CZE -   | SWE - | FIN - | ESP - |       |       | 3    | 35.º |
| 1974 | 350cc | Yamaha   | FRA Ret | ALE - | AUT -   | NAC - | IDM - | NED Ret |         | SUE -   | FIN - |       | YUG - | ESP - |       | 0    | -    |
| 1974 | 500cc | Yamaha   | FRA Ret | ALE - | AUT Ret | NAC - | IDM - | NED DNQ | BEL -   | SUE -   | FIN - | CHE - |       |       |       | 0    | -    |
| 1975 | 350cc | Yamaha   | FRA -   | ESP - | AUT -   | GER - | NAT - | IOM -   | NED Ret |         | SWE - | FIN - | CZE - | YUG - |       | 0    | -    |
| 1975 | 500cc | Yamaha   | FRA -   | ESP - | AUT -   | GER - | NAT - | IOM -   | NED 13  | BEL -   | SWE - | FIN - | CZE - | YUG - |       | 0    | -    |
| 1976 | 500cc | Yamaha   | FRA -   | AUT - | NAT -   | IOM - | NED 8 | BEL -   | SWE DNS | FIN 12  | CZE - | GER - |       |       |       | 3    | 34.º |
| 1977 | 350cc | Suzuki   | VEN -   | AUT - | GER -   | NAT - | FRA - | NED 19  | BEL -   | SWE -   | FIN - | CZE - | GBR - |       |       | 0    | -    |